# Juliano Son
Juliano Son (São Paulo, 11 de fevereiro de 1974) é um músico, compositor, empresário e ativista social. Foi fundador, líder e vocalista da banda de rock cristão Livres para Adorar, que ficou na ativa de 2005 até sua dissolução em 2019. Desde 2019, Son segue carreira musical Solo, tendo colaborado e trabalhado com outros artistas como Gabriela Rocha e Ton Molinari.
Ele tambêm é fundador e presidente do Instituto Livres, uma organização do terceiro setor fundada em 2006 com propósito de ser um agente efetivo para o alcance de uma sociedade mais igualitária, livre de injustiças. A empresa tambêm possui o selo fonográfico Livres Music, que gerencia o catalógo musical do extinto Livres para Adorar e da carreira solo de Juliano Son.

## Biografia
Juliano Son é descendente de imigrantes coreanos que vieram para o Brasil. É casado com Daniele Son, com quem tem três filhos, Lucas, Filipe e Mateus. Formado em teologia pela Universidade Teológica Batista de São Paulo. Juliano não possui uma igreja fixa porém a que mais frequenta é a IMOSP em São Paulo
No mesmo ano do lançamento do primeiro álbum de sua banda, o Livres para Adorar, o grupo fundou o abrigo "Livre Ser", que acolhe crianças entre 8-17 anos na região mais seca do Brasil e também considerada a região mais pobre do Brasil , o Sertão Nordestino. No final de 2012, Juliano se mudou com sua família para o Sertão do estado do Piauí para ser um missionário.

## Carreira
A banda Livres para Adorar foi fundada em 2005 por Juliano, após receber um testemunho de um missionário que informou sobre a realidade da escravidão e tráfico sexual infantil no Nepal. O objetivo do ministério era promover e apoiar financeiramente um projeto que ajudou a essas crianças, assim surgiu o Livres, que gravou seu primeiro CD, intitulado "Livres Para Adorar".
Em 2011, com o lançamento do álbum Mais um Dia, Juliano Son apareceu pela primeira vez com um registro que, ao mesmo tempo, foi um álbum do Livres para Adorar e também como um registro solo. O álbum foi influenciado pela morte de um amigo após um diagnóstico depressivo. Com base nisso, o cantor compôs canções com temas existenciais e que abordassem também o suicídio. Com o disco, Juliano Son foi indicado ao Troféu Promessas.
Juliano gravou com vários artistas, seja como participação ou artista principal. É o caso de Pra Sempre Teu (2016), como intérprete principal nas principais faixas do disco. Outros músicos que cantaram com Son são Lucas Souza, Paulo César Baruk, Heloisa Rosa, Ana Paula Valadão e Daniela Araújo.
Juliano Son estudou na Chapel School em São Paulo e depois cursou teologia.

## Discografia
Com Livres para Adorar
Com outros artistas e bandas
- 2008: Digno - Global Worship - Vários artistas[11]
- 2010: Todos Juntos por Você - Lucas Souza[12]
- 2012: Foi por Amor - Adoração & Adoradores
- 2013: Entre - Paulo César Baruk[13]
- 2014: Tu Reinas - Diante do Trono[14]
- 2016: Pra Sempre Teu - Vários artistas[15]
- 2016: Graça ao Vivo - Paulo César Baruk[16]
- 2017: Muralhas - Vários artistas[16]